# Tippi Hedren
Tippi Hedren (nascida Nathalie Kay Hedren; New Ulm, 19 de janeiro de 1930) é uma atriz, ativista dos direitos dos animais, e ex-modelo norte-americana.

## Biografia
Tippi nasceu em New Ulm, no estado de Minnesota, em 1930. É filha de Bernard Carl e Dorothea Henrietta Hedren. Seus avós por parte de pai eram imigrantes suecos, enquanto sua mãe tinha ascendência norueguesa e alemã. Seu pai era dono deu ma pequena loja em Lafayette e foi quem lhe deu o apelido de "Tippi". Quando tinha quatro anos, Tippi se mudou com a família para Minneapolis. Tippi tinha uma irmã mais velha, Patricia. Quando ainda era adolescente, a família se mudou para a Califórnia, onde começou a trabalhar como modelo em lojas de departamento.

## Carreira
Tippi começou sua carreira no cinema junto ao diretor Alfred Hitchcock que se interessou por ela ao vê-la num comercial de televisão. Juntos realizaram dois grandes trabalhos no cinema. The Birds, em 1963, pelo qual Hedren recebeu o Globo de Ouro e Marnie em 1964. Em 1967 atuou no ultimo filme de Charles Chaplin, A Countess from Hong Kong.
A partir de 1981 começou a envolver-se ativamente em diversas causas humanitárias, entre elas os direitos dos animais. É também coordenadora voluntária do programa "Food for the Hungry". Tem viajado pelo mundo para fundar programas de ajuda aos atingidos por terremotos, furacões, fome e guerra e recebeu inúmeros prêmios, incusive o "Humanitarian Award". É praticante da fé Baha'i.
É mãe da atriz Melanie Griffith e avó da também atriz Dakota Johnson.

## Filmografia parcial
- 1963 - The Birds
- 1964 - Marnie
- 1967 - A Countess from Hong Kong
- 1973 - The Harrad Experiment
- 1981 - Roar
- 1990 - Pacific Heights
- 1994 - The Birds II: Land's End
- 1996 - Citizen Ruth
- 2004 - I Heart Huckabees
- 2009 - Tributo
- 2012 - Jayne Mansfield's Car
- 2014 - The Ghost and the Whale